# National Hockey League 1973/1974
National Hockey League 1973/1974 var den 57e säsongen av NHL. 16 lag spelade 78 matcher i grundserien innan Stanley Cup inleddes den 9 april 1974. Stanley Cup vanns av Philadelphia Flyers som tog sin första titel och blev därmed det första laget att vinna Stanley Cup utanför "original sexan" sedan Montreal Maroons vann säsongen 1934/1935. Finalen mot Boston Bruins vanns med 4-2 i matcher.
Boston-spelaren Phil Esposito vann poängligan på 145 poäng, 68 mål och 77 assist.
 Svenskarna Börje Salming och Inge Hammarström gjorde sina första säsonger i NHL, båda 2 spelade sin debutsäsong i Toronto Maple Leafs.

## Grundserien

### East Division
| Nr | Lag                 | S  | V  | O  | F  | GM  | IM  | MS   | P   |
| -- | ------------------- | -- | -- | -- | -- | --- | --- | ---- | --- |
| 1  | Boston Bruins       | 78 | 52 | 9  | 17 | 349 | 221 | +128 | 113 |
| 2  | Montreal Canadiens  | 78 | 45 | 9  | 24 | 293 | 240 | +53  | 99  |
| 3  | New York Rangers    | 78 | 40 | 14 | 24 | 300 | 251 | +49  | 94  |
| 4  | Toronto Maple Leafs | 78 | 35 | 16 | 27 | 274 | 230 | +44  | 86  |
| 5  | Buffalo Sabres      | 78 | 32 | 12 | 34 | 242 | 250 | −8   | 76  |
| 6  | Detroit Red Wings   | 78 | 29 | 10 | 39 | 255 | 319 | −64  | 68  |
| 7  | Vancouver Canucks   | 78 | 24 | 11 | 43 | 224 | 296 | −72  | 59  |
| 8  | New York Islanders  | 78 | 19 | 18 | 41 | 182 | 247 | −65  | 56  |

### West Division
| Nr | Lag                     | S  | V  | O  | F  | GM  | IM  | MS   | P   |
| -- | ----------------------- | -- | -- | -- | -- | --- | --- | ---- | --- |
| 1  | Philadelphia Flyers     | 78 | 50 | 12 | 16 | 273 | 164 | +109 | 112 |
| 2  | Chicago Black Hawks     | 78 | 41 | 23 | 14 | 272 | 164 | +108 | 105 |
| 3  | Los Angeles Kings       | 78 | 33 | 12 | 33 | 233 | 231 | +2   | 78  |
| 4  | Atlanta Flames          | 78 | 30 | 14 | 34 | 214 | 238 | −24  | 74  |
| 5  | Pittsburgh Penguins     | 78 | 28 | 9  | 41 | 242 | 273 | −31  | 65  |
| 6  | St. Louis Blues         | 78 | 26 | 12 | 40 | 206 | 248 | −42  | 64  |
| 7  | Minnesota North Stars   | 78 | 23 | 17 | 38 | 235 | 275 | −40  | 63  |
| 8  | California Golden Seals | 78 | 13 | 10 | 55 | 195 | 342 | −147 | 36  |

## Poängligan
Not: SP = Spelade matcher, M = Mål, A = Assists, Pts = Poäng
| Spelare       | Lag                 | SM | M  | A  | Pts |
| ------------- | ------------------- | -- | -- | -- | --- |
| Phil Esposito | Boston Bruins       | 78 | 68 | 77 | 145 |
| Bobby Orr     | Boston Bruins       | 74 | 32 | 90 | 122 |
| Ken Hodge     | Boston Bruins       | 76 | 50 | 55 | 105 |
| Wayne Cashman | Boston Bruins       | 78 | 30 | 59 | 89  |
| Bobby Clarke  | Philadelphia Flyers | 77 | 35 | 52 | 87  |

## Slutspelet 1974
8 lag gjorde upp om Stanley Cup-bucklan, matchserierna avgjordes i bäst av sju matcher.
|  | Kvartsfinaler       | Kvartsfinaler       |                     |   | Semifinaler | Semifinaler |  |  | Final | Final |
|  |                     |                     |                     |   |             |             |  |  |       |       |
|  |                     |                     |                     |   |             |             |  |  |       |       |
|  |                     |                     |                     |   |             |             |  |  |       |       |
|  | Boston Bruins       | 4                   |                     |   |             |             |  |  |       |       |
|  | Boston Bruins       | 4                   |                     |   |             |             |  |  |       |       |
|  | Toronto Maple Leafs | 0                   |                     |   |             |             |  |  |       |       |
|  | Toronto Maple Leafs | 0                   | Boston Bruins       | 4 |             |             |  |  |       |       |
|  |                     |                     | Boston Bruins       | 4 |             |             |  |  |       |       |
|  |                     | Chicago Black Hawks | 2                   |   |             |             |  |  |       |       |
|  | Chicago Black Hawks | Chicago Black Hawks | 2                   | 4 |             |             |  |  |       |       |
|  | Chicago Black Hawks |                     |                     | 4 |             |             |  |  |       |       |
|  | Los Angeles Kings   | 1                   |                     |   |             |             |  |  |       |       |
|  | Los Angeles Kings   | 1                   | Boston Bruins       | 2 |             |             |  |  |       |       |
|  |                     |                     | Boston Bruins       | 2 |             |             |  |  |       |       |
|  |                     | Philadelphia Flyers | 4                   |   |             |             |  |  |       |       |
|  | Philadelphia Flyers | Philadelphia Flyers | 4                   | 4 |             |             |  |  |       |       |
|  | Philadelphia Flyers |                     |                     | 4 |             |             |  |  |       |       |
|  | Atlanta Flames      | 0                   |                     |   |             |             |  |  |       |       |
|  | Atlanta Flames      | 0                   | Philadelphia Flyers | 4 |             |             |  |  |       |       |
|  |                     |                     | Philadelphia Flyers | 4 |             |             |  |  |       |       |
|  |                     | New York Rangers    | 3                   |   |             |             |  |  |       |       |
|  | Montreal Canadiens  | New York Rangers    | 3                   | 2 |             |             |  |  |       |       |
|  | Montreal Canadiens  |                     |                     | 2 |             |             |  |  |       |       |
|  | New York Rangers    | 4                   |                     |   |             |             |  |  |       |       |
|  | New York Rangers    | 4                   |                     |   |             |             |  |  |       |       |

Kvartsfinaler
Boston Bruins vs. Toronto Maple Leafs
| Datum    | Hemma               | Mål | Borta               | Mål | Not      |
| -------- | ------------------- | --- | ------------------- | --- | -------- |
| 13 april | Boston Bruins       | 1   | Toronto Maple Leafs | 0   |          |
| 15 april | Boston Bruins       | 6   | Toronto Maple Leafs | 3   |          |
| 17 april | Toronto Maple Leafs | 3   | Boston Bruins       | 6   |          |
| 19 april | Toronto Maple Leafs | 3   | Boston Bruins       | 4   | SD 01:17 |

Boston Bruins vann kvartsfinalserien med 4-0 i matcher
Montreal Canadiens vs. New York Rangers
| Datum    | Hemma              | Mål | Borta              | Mål | Not      |
| -------- | ------------------ | --- | ------------------ | --- | -------- |
| 10 april | Montreal Canadiens | 1   | New York Rangers   | 4   |          |
| 11 april | Montreal Canadiens | 4   | New York Rangers   | 1   |          |
| 13 april | New York Rangers   | 2   | Montreal Canadiens | 4   |          |
| 14 april | New York Rangers   | 6   | Montreal Canadiens | 4   |          |
| 16 april | Montreal Canadiens | 2   | New York Rangers   | 3   | SD 04:07 |
| 18 april | New York Rangers   | 5   | Montreal Canadiens | 2   |          |

New York Rangers vann kvartsfinalserien med 4-2 i matcher
Philadelphia Flyers vs. Atlanta Flames
| Datum    | Hemma               | Mål | Borta               | Mål | Not      |
| -------- | ------------------- | --- | ------------------- | --- | -------- |
| 9 april  | Philadelphia Flyers | 4   | Atlanta Flames      | 1   |          |
| 11 april | Philadelphia Flyers | 5   | Atlanta Flames      | 1   |          |
| 12 april | Atlanta Flames      | 1   | Philadelphia Flyers | 4   |          |
| 14 april | Atlanta Flames      | 3   | Philadelphia Flyers | 4   | SD 05:40 |

Philadelphia Flyers vann kvartsfinalserien med 4-0 i matcher
Chicago Black Hawks vs. Los Angeles Kings
| Datum    | Hemma               | Mål | Borta               | Mål |
| -------- | ------------------- | --- | ------------------- | --- |
| 10 april | Chicago Black Hawks | 3   | Los Angeles Kings   | 1   |
| 11 april | Chicago Black Hawks | 4   | Los Angeles Kings   | 1   |
| 13 april | Los Angeles Kings   | 0   | Chicago Black Hawks | 1   |
| 14 april | Los Angeles Kings   | 5   | Chicago Black Hawks | 1   |
| 16 april | Chicago Black Hawks | 1   | Los Angeles Kings   | 0   |

Chicago Black Hawks vann kvartsfinalserien med 4-1 i matcher
Semifinaler
Boston Bruins vs. Chicago Black Hawks
| Datum    | Hemma               | Mål | Borta               | Mål | Not      |
| -------- | ------------------- | --- | ------------------- | --- | -------- |
| 18 april | Boston Bruins       | 2   | Chicago Black Hawks | 4   |          |
| 21 april | Boston Bruins       | 8   | Chicago Black Hawks | 6   |          |
| 23 april | Chicago Black Hawks | 4   | Boston Bruins       | 3   | SD 03:48 |
| 25 april | Chicago Black Hawks | 2   | Boston Bruins       | 5   |          |
| 28 april | Boston Bruins       | 6   | Chicago Black Hawks | 2   |          |
| 30 april | Chicago Black Hawks | 2   | Boston Bruins       | 4   |          |

Boston Bruins vann semifinalserien med 4-2 i matcher
Philadelphia Flyers vs. New York Rangers
| Datum    | Hemma               | Mål | Borta               | Mål | Not      |
| -------- | ------------------- | --- | ------------------- | --- | -------- |
| 20 april | Philadelphia Flyers | 4   | New York Rangers    | 0   |          |
| 23 april | Philadelphia Flyers | 5   | New York Rangers    | 2   |          |
| 25 april | New York Rangers    | 5   | Philadelphia Flyers | 3   |          |
| 28 april | New York Rangers    | 2   | Philadelphia Flyers | 1   | SD 04:20 |
| 30 april | Philadelphia Flyers | 4   | New York Rangers    | 1   |          |
| 2 maj    | New York Rangers    | 4   | Philadelphia Flyers | 1   |          |
| 5 maj    | Philadelphia Flyers | 4   | New York Rangers    | 3   |          |

Philadelphia Flyers vann semifinalserien med 4-3 i matcher

## Stanley Cup-final
Boston Bruins vs. Philadelphia Flyers
| Datum  | Hemma               | Mål | Borta               | Mål | Arena                       | Not      |
| ------ | ------------------- | --- | ------------------- | --- | --------------------------- | -------- |
| 7 maj  | Boston Bruins       | 3   | Philadelphia Flyers | 2   | Boston Garden, Boston       |          |
| 9 maj  | Boston Bruins       | 2   | Philadelphia Flyers | 3   | Boston Garden, Boston       | SD 12:01 |
| 12 maj | Philadelphia Flyers | 4   | Boston Bruins       | 1   | The Spectrum , Philadelphia |          |
| 14 maj | Philadelphia Flyers | 4   | Boston Bruins       | 2   | The Spectrum , Philadelphia |          |
| 16 maj | Boston Bruins       | 5   | Philadelphia Flyers | 1   | Boston Garden, Boston       |          |
| 19 maj | Philadelphia Flyers | 1   | Boston Bruins       | 0   | The Spectrum , Philadelphia |          |

Philadelphia Flyers vann finalserien med 4-2 i matcher

## NHL awards
| 1973–74 NHL awards              | 1973–74 NHL awards                                                              |
| ------------------------------- | ------------------------------------------------------------------------------- |
| Prince of Wales Trophy:         | Boston Bruins                                                                   |
| Clarence S. Campbell Bowl:      | Philadelphia Flyers                                                             |
| Art Ross Memorial Trophy:       | Phil Esposito, Boston Bruins                                                    |
| Bill Masterton Memorial Trophy: | Henri Richard, Montreal Canadiens                                               |
| Calder Memorial Trophy:         | Denis Potvin, New York Islanders                                                |
| Conn Smythe Trophy:             | Bernie Parent, Philadelphia Flyers                                              |
| Hart Memorial Trophy:           | Phil Esposito, Boston Bruins                                                    |
| Jack Adams Award:               | Fred Shero, Philadelphia Flyers                                                 |
| James Norris Memorial Trophy:   | Bobby Orr, Boston Bruins                                                        |
| Lady Byng Memorial Trophy:      | Johnny Bucyk, Boston Bruins                                                     |
| Lester B. Pearson Award:        | Bobby Clarke, Philadelphia Flyers                                               |
| NHL Plus/Minus Award:           | Bobby Orr, Boston Bruins                                                        |
| Vezina Trophy:                  | Tony Esposito, Chicago Black Hawks delad med Bernie Parent, Philadelphia Flyers |
| Lester Patrick Trophy:          | Alex Delvecchio, Murray Murdoch, Weston W. Adams, Sr., Charles L. Crovat        |

## All-Star
| Första laget                       | Position | Andra laget                        |
| ---------------------------------- | -------- | ---------------------------------- |
| Bernie Parent, Philadelphia Flyers | M        | Tony Esposito, Chicago Black Hawks |
| Bobby Orr, Boston Bruins           | B        | Bill White, Chicago Black Hawks    |
| Brad Park, New York Rangers        | B        | Barry Ashbee, Philadelphia Flyers  |
| Phil Esposito, Boston Bruins       | C        | Bobby Clarke, Philadelphia Flyers  |
| Ken Hodge, Boston Bruins           | HF       | Mickey Redmond, Detroit Red Wings  |
| Rick Martin, Buffalo Sabres        | VF       | Wayne Cashman, Boston Bruins       |